# Leptotarsus borgmeieranus
Leptotarsus borgmeieranus är en tvåvingeart som beskrevs av Alexander 1969. Leptotarsus borgmeieranus ingår i släktet Leptotarsus och familjen storharkrankar. Inga underarter finns listade i Catalogue of Life.